# Scalby (East Riding of Yorkshire)
Scalby – osada w Anglii, w hrabstwie East Riding of Yorkshire. Leży 27 km na zachód od miasta Hull i 253 km na północ od Londynu.